# Plavy
Plavy jsou obec, která se nachází v okrese Jablonec nad Nisou v Libereckém kraji, v hlubokém údolí řeky Kamenice. Žije zde přibližně 1 000 obyvatel.

## Historie
První písemná zmínka o obci pochází z roku 1624. V letech 1938 až 1945 byla obec v důsledku uzavření Mnichovské dohody přičleněna k nacistickému Německu.

## Části obce
Vsi:
- Plavy
- Haratice s osadami nebo samotami Kozinec, Nouzov, Žižkov, Michovka a Podolánky

Osady a samoty:
- Hampejz
- Zlatníky u Plavů
- Betlém
- Filoun
- Mlýnska

## Doprava
Plavy leží na silnici I/10 (Praha – Harrachov – Polsko) a na železniční trati 035 (Železný Brod – Tanvald, otevřena 1875). Na zastávce Plavy zastavují jak osobní vlaky, tak rychlíky Praha – Tanvald.
Po reorganizaci autobusových linek IDOL v roce 2010 jsou Plavy obsluhovány dvěma linkami s poměrně hustým provozem v pracovní dny a několika spoji o víkendu:
- 853 Tanvald – Držkov – Vlastiboř
- 953 Tanvald – Vysoké n. Jiz – Jilemnice (– Vrchlabí)

Kromě toho zde zastavují spoje dálkové linky Praha – Harrachov.

## Pamětihodnosti a turistické atrakce
- památkově chráněný společenský dům čp. 112
- sokolovna čp. 140
- stavby lidové architektury
- několik starých továrních areálů
- hřbitov jižně od vsi při silnici do Držkova

- KVH Muzeum Československé armády (čp. 67)
- lyžařský vlek západně od vsi
- Palackého stezka údolím Kamenice

## Osobnosti
- Josef Muzika (1894–1982),  český houslový virtuos a pedagog

## Galerie

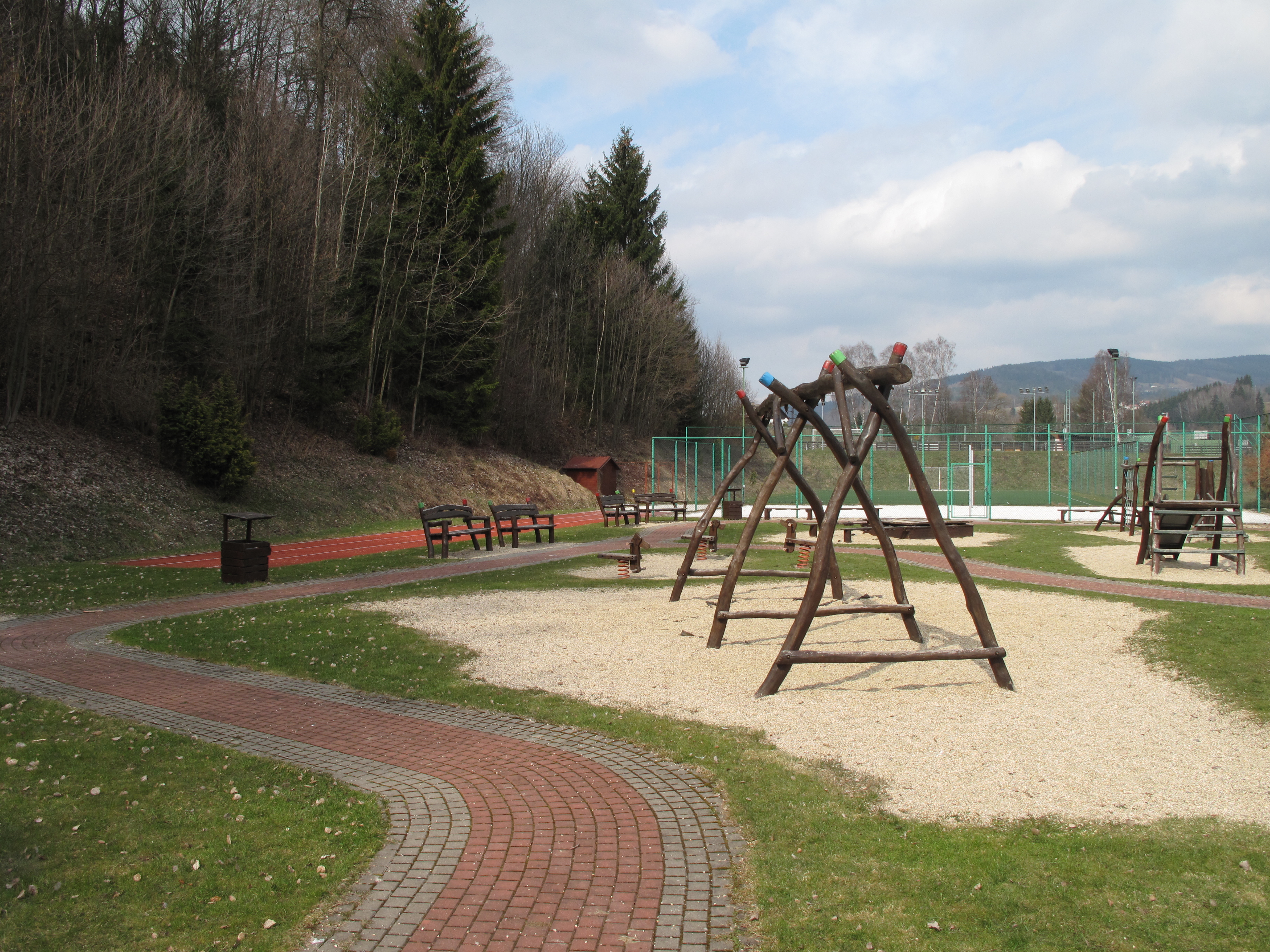
Dětské hřiště
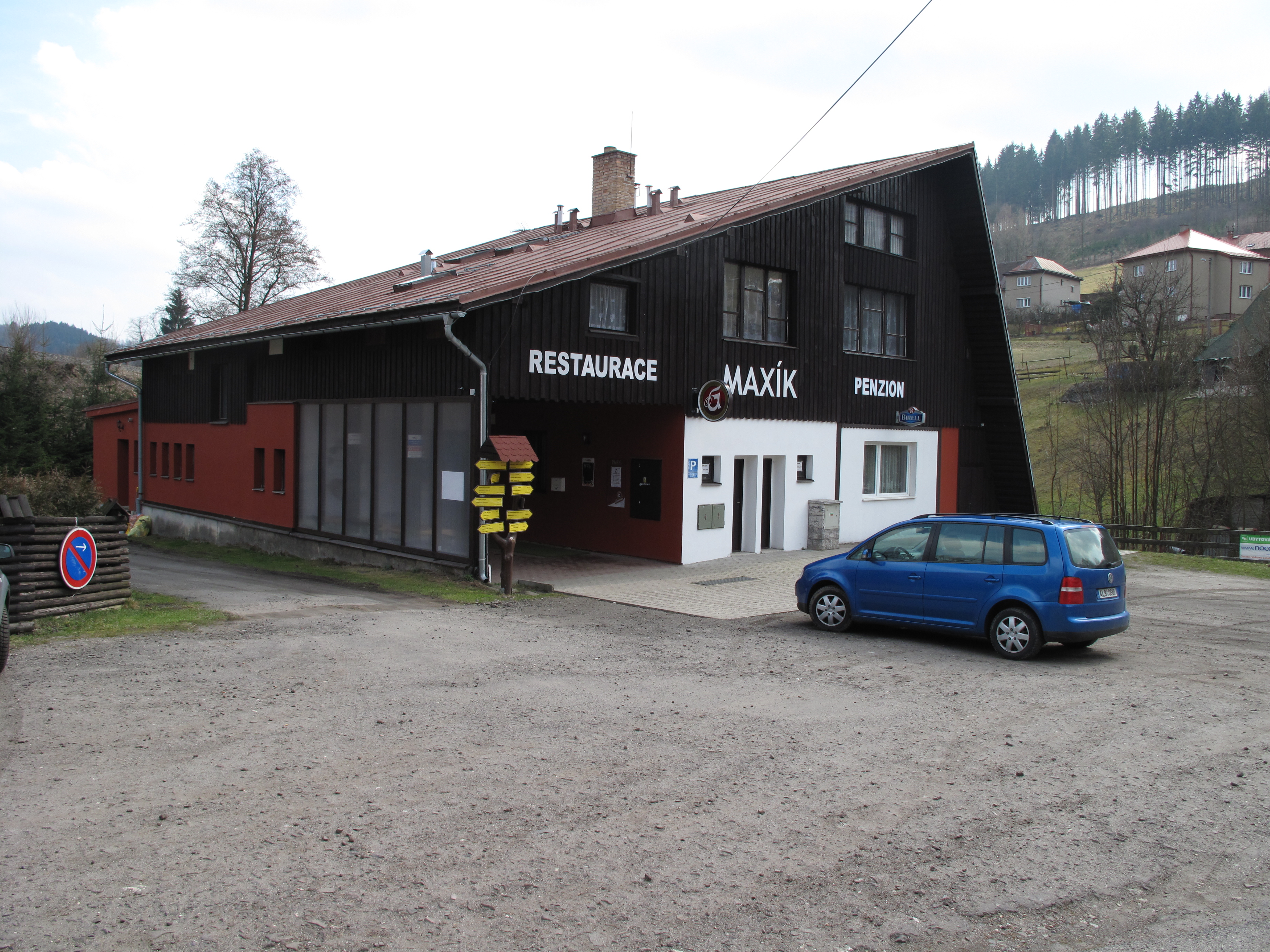
Pension
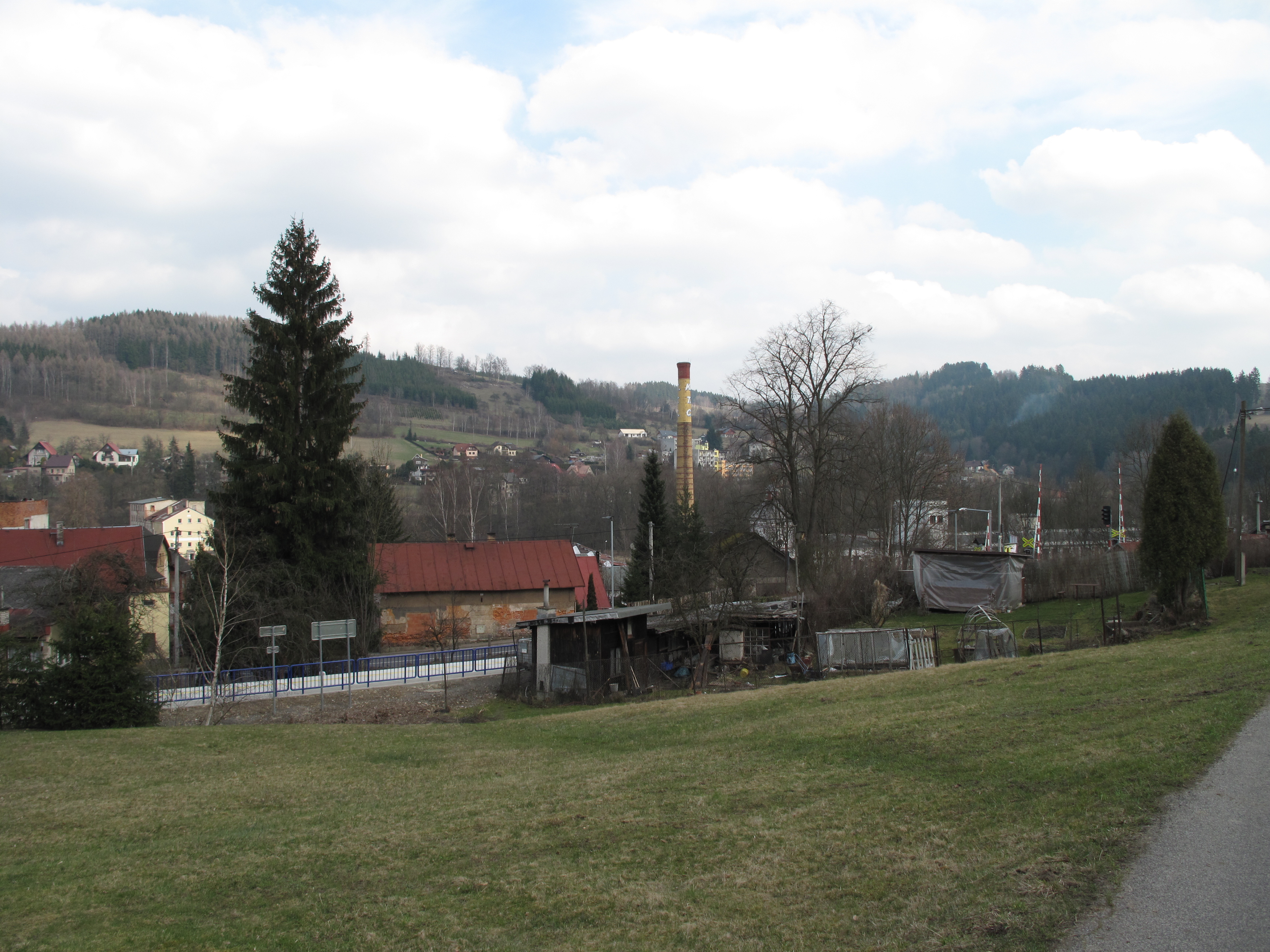
Pohled na Plavy
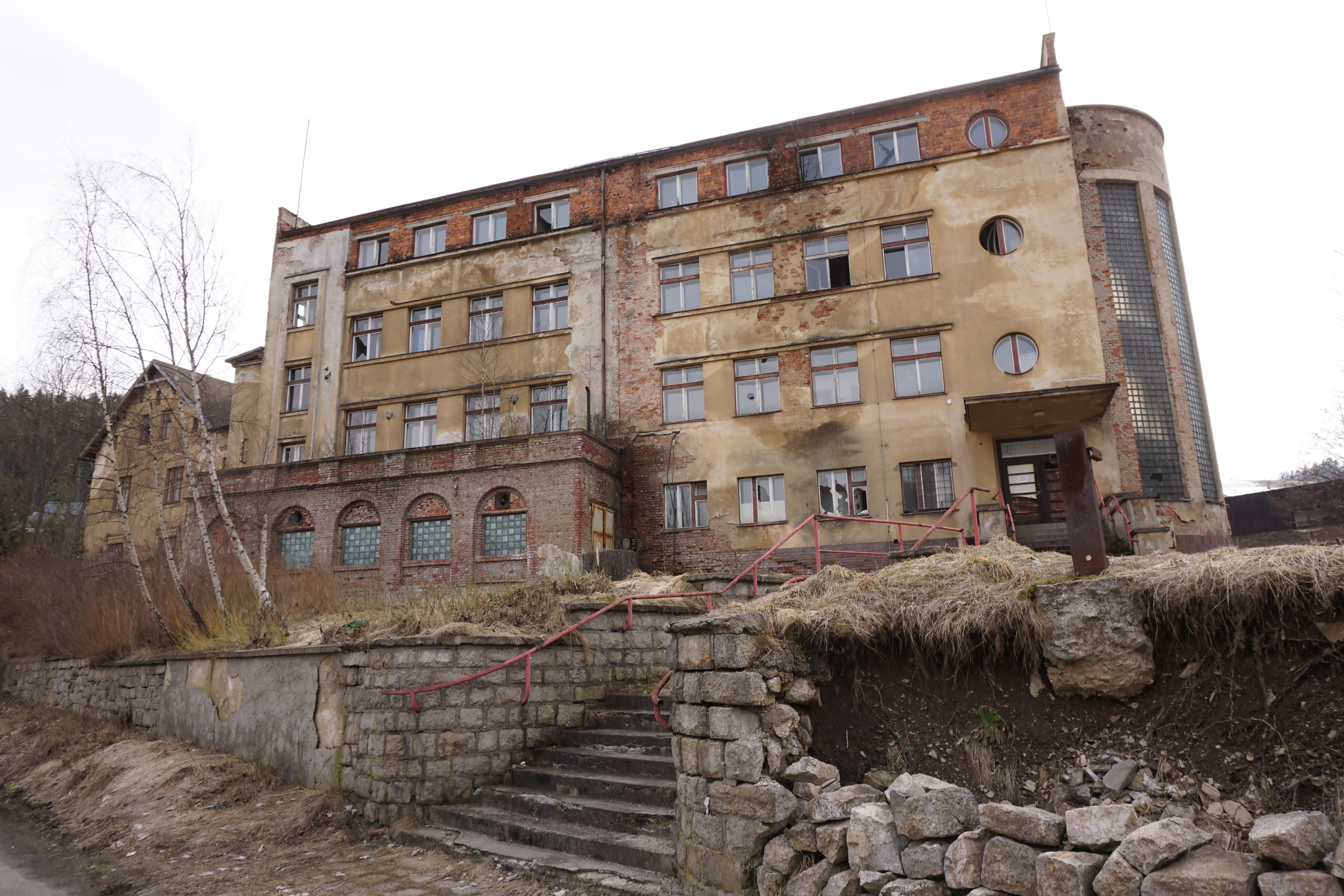
Památkově chráněná Brůnova továrna